# Čvor (list)
Čvor je kultni hrvatski zagonetački list iz Bjelovara, najstariji i najutjecajniji hrvatski zagonetački list te začetak zagonetačkog izdavaštva u Hrvatskoj.
U listu su tijekom njegova izlaženja objavljivali brojni istaknuti zagonetači, kasnije prozvani »čvorovci«. Među njima se ističu Slavko Peleh, Stjepan Horvat, Zvonimir Jurković, Marijan Pavličec i dr., a spomenuti su i vršili dužnost predsjednika Enigmatskog udruženja »Čvor«, koje je i izdavalo list.
Čvor je ostavio veliki utjecaj na zagonetaštvo i izvan granica Hrvatske priskrbivši Bjelovaru naslov enigmopolisa te je utjecao na izdavanje brojnih drugih utjecajnih zagonetačkih listova.
Poslije izlaska prvog Čvora (1968.), nizali su se brojni zagonetački časopisi: Mini Čvor (1969.), Čvor Križaljka (1970.), Skandi Čvor (1973.), Predah (1974.), pa redom još desetak naslova – Super Skandi, ZEZ, Pop Rock Skandi, Naj Skandi, Zagonetač, te nezagonetački časopisi Klasje, Čvorak, Oscar i dr.